# Sam Underwood
Sam Lewis Underwood (Woking, 4 agosto 1987) è un attore britannico.

## Biografia
Nato a Woking, nella contea di Surrey, debutta nel 2009 partecipando al cortometraggio Meat After School. Nel 2013, dopo aver recitato nel film fantasy The Last Keepers - Le ultime streghe, inizia a farsi conoscere per il ruolo di Zach Hamilton, protégé di Dexter Morgan, nell'ottava stagione di Dexter. Inoltre prende parte alla terza stagione di Homeland - Caccia alla spia. Dal 2014 al 2015 ha interpretato il doppio ruolo dei gemelli Luke e Mark Gray nella serie televisiva The Following.

## Filmografia

### Cinema
- The Last Keepers - Le ultime streghe (The Last Keepers), regia di Maggie Greenwald (2013)
- A New York Love Story, regia di Apolla Echino (2015)
- Hello Again, regia di Tom Gustafson (2017)
- The Drummer, regia di Eric Werthman (2022)

### Televisione
- Zero Hour – serie TV, episodi 1x08-1x09 (2013)
- Dexter – serie TV, 4 episodi (2013)
- Homeland - Caccia alla spia (Homeland) – serie TV, 4 episodi (2013)
- The Following – serie TV, 23 episodi (2014-2015)
- Power – serie TV, episodi 3x02-3x03-3x09 (2016)
- Fear the Walking Dead – serie TV, 12 episodi (2017)
- Madam Secretary – serie TV, episodio 4x19 (2018)
- Dynasty – serie TV, 73 episodi (2019-2022)
- The Rookie: Feds – serie TV, episodio 1x21 (2023)

## Doppiatori italiani
Nelle versioni in italiano delle opere in cui ha recitato, Sam Underwood è stato doppiato da:
- Flavio Aquilone in Homeland - Caccia alla spia, Dynasty
- Alessio Ward in The Last Keepers - Le ultime streghe
- Marco Giansante in Zero Hour
- Stefano Sperduti in Dexter
- Davide Perino in The Following
- Marco Benvenuto in Power
- Emiliano Coltorti in Fear the Walking Dead